# Fairview (Alabama)
Fairview es un pueblo ubicado en el condado de Cullman en el estado estadounidense de Alabama. En el censo de 2000, su población era de 522. 

## Demografía
En el 2000 la renta per cápita promedia del hogar era de $ 31.875$, y el ingreso promedio para una familia era de 37.500$. El ingreso per cápita para la localidad era de 13.817$. Los hombres tenían un ingreso per cápita de 21.944$ contra 21.042$ para las mujeres.

## Geografía
Fairview está situado en 34°14′55″N 86°41′16″O / 34.24861, -86.68778 (34.248717, -86.687761).
Según la Oficina del Censo de los EE. UU., la ciudad tiene un área total de 2.47 millas cuadradas (6.39 km ²).